# Francesc Tur Blanch
Francesc Tur Blanch (nascido em 31 de janeiro de 1977) é um atleta paralímpico espanhol de tênis em cadeira de rodas. Participou dos Jogos Paralímpicos de 2004 (Atenas–Grécia), Jogos Paralímpicos de 2008 (Pequim–China) e Jogos Paralímpicos de 2012 (Londres–Inglaterra). Em agosto de 2010 obteve o melhor ranking da sua carreira, quando atingiu o número dezenove. Francesc é canhoto e começou a jogar tênis quando tinha vinte e dois anos. Em julho de 2006, ocupou a vigésima quarta posição do ranking mundial de duplas, sendo sua melhor colocação. Participou do Torneio Aberto de Israel em 2006, do Aberto do Chile no mesmo ano. Na época, ocupava a trigésima nona posição do ranking mundial. Disputou o campeonato espanhol de 2006. Venceu o Torneio Aberto da cidade de Lérida de tênis em cadeira de rodas após derrotar Álvaro Illobre na final por 6-0, 6-1. Ocupava a quinquagésima posição mundial nessa época. Venceu também a final de duplas jogando com Illobre contra a dupla de Valera — Chamizo por 6-4, 6-1. No ITF 2 Series PTR/ROHO Championships de 2009, Francesc perdeu para o jogador britânico cabeça de chave 3 David Phillipson na semifinal por 6-1, 6-1. Em 2010, foi o melhor ranqueado da Espanha. Em agosto de 2010, obteve seu melhor ranking mundial de simples, ao alcançar a décima nona posição.

## Paralimpíadas
Em Atenas 2004, disputou duplas com Mira Christian, onde perderam na segunda rodada para a dupla polonesa. Francesc derrotou o francês Laurent Fischer na primeira rodada, e na segunda rodada perdeu para o austríaco Martin Legner.
Na competição de duplas, Francesc disputou, ao lado de Álvaro Illobre, os Jogos de Pequim 2008, e acabam perdendo para a dupla de tenistas japoneses Shingo Kunieda e Satoshi Saida por 6-1, 6-1.